# Roger Amuruz
Roger Amuruz Gallegos (Tambopata, 28 de noviembre de 1958 - Lima, 18 de octubre de 2022) fue un ingeniero industrial, empresario y político peruano. Se desempeñó como congresista de la república en el periodo 1995-2000 y como congresista constituyente desde 1992 hasta 1995.

## Biografía
Nació en Tambopata, ciudad ubicada en el departamento de Madre de Dios, el 28 de noviembre de 1958.
Cursó la educación primaria en la Escuela Prevocacional de Puerto Maldonado y la secundaria en el Colegio Nacional Guillermo Billinghurst de Puerto Maldonado. Su educación superior en la Universidad Nacional Federico Villarreal y en la Universidad Nacional de Ingeniería, donde culminó sus estudios en Administración de empresas e Ingeniería Industrial respectivamente. Asimismo, siguió estudios de Economía y Planificación en otros centros superiores. En 1995 fundó el Instituto IDAT y en 1997 la Universidad Tecnológica del Perú. 
Fue nombrado presidente de la Asociación Departamental de Madre de Dios y vicepresidente del comité de Apoyo a la Policía Nacional.

## Carrera política

### Congresista Constituyente
Roger Amuruz se inicia en la política como miembro del partido Cambio 90 de Alberto Fujimori y en 1992 participa como candidato al Congreso Constituyente Democrático por la lista de Cambio 90 - Nueva Mayoría, siendo elegido con 11,762 votos para el periodo de diciembre de 1992 hasta julio de 1995.

### Congresista de la República
En las elecciones parlamentarias de 1995, fue elegido como congresista de la república para el periodo parlamentario 1995-2000.
En el parlamento fue miembro de las Comisiones de Industria, de Trabajo y Descentralización.
Al culminar su gestión, Amuruz intentó ser reelegido en las elecciones parlamentarias del año 2000 por la alianza Perú 2000 de Alberto Fujimori para su segunda reelección a la presidencia de la república, sin embargo, no resultó reelegido.
En las elecciones del 2011, Amuruz reapareció en la política como miembro de la Alianza Solidaridad Nacional de Luis Castañeda Lossio y postuló nuevamente al Congreso de la República en las elecciones parlamentarias por la lista de Lima Metropolitana. Sin embargo, Amuruz terminó por renunciar a su candidatura tras discrepancias con el entorno de Solidaridad Nacional.

## Fallecimiento
El 18 de octubre del 2022, Roger Amuruz falleció a los 63 años. Sus restos fueron homenajeados en el Congreso de la República por el presidente del Congreso, José Williams.